# Anmeldetag
Der Anmeldetag eines Patents bzw. einer Patentanmeldung ist der Tag, an dem die für die Zuerkennung eines Anmeldetags inhaltlich ausreichenden Unterlagen einer Patentanmeldung, die keine Teilanmeldung oder „Phase“ aus einer PCT-Anmeldung ist, erstmals in zulässiger Weise bei einer zuständigen Stelle eingereicht wurden.
Um immaterielle Rechte wie Patente (und ähnlich auch Gebrauchsmuster, Marken und Designs) möglichst rechtssicher handhabbar zu machen, wurden förmliche Verfahren geschaffen. Der Anmeldetag eines Schutzrechts ist der Tag, an dem erstmals für solche Verfahren maßgebliche formale und inhaltliche Informationen des Schutzrechts zusammengestellt  bei der Behörde vorliegen. Die Informationen umfassen inhaltliche Angaben, Angaben zur Person des Berechtigten, und ein Hinweis darauf, dass ein Schutzrecht gewünscht ist. Auf diese Weise sind die Fragen „wer“, „was“ und „wann“ für das weitere Verfahren gut nachvollziehbar definiert.

## Rechtliche Bedeutung
Der Anmeldetag eines Patents hat zahlreiche rechtliche Auswirkungen.

### Inhaltliche Zäsuren
Inhalt der Anmeldung: Nach dem Anmeldetag kann der Inhalt einer Patentanmeldung nicht mehr erweitert werden. Gestaltungen des Patents können nur im Rahmen dessen erfolgen, was zum Anmeldetag beim Amt eingereicht wurde.
Verhältnis gegenüber anderen Patenten und Veröffentlichungen: Der Anmeldetag bestimmt das „Alter“ eines Patents oder trägt über das Prioritätsrecht dazu bei und legt so fest, wie das Schutzrecht im Verhältnis zu anderen Schutzrechten und Veröffentlichungen steht. Zu Patenten trägt der Anmeldetag dazu bei, den Stand der Technik für die Patentanmeldung zu definieren.
Verhältnis gegenüber nichtöffentlichen Benutzungen: Der Anmeldetag als Altersangabe eines Patents hat auch Relevanz dafür, ob eine Vorbenutzung anderer durch ein Vorbenutzungsrecht patentfrei gestellt ist.

### Fristenauslöser
Laufzeit: Patente haben eine maximale Laufzeit, die mit dem Anmeldetag zu laufen beginnt.
Veröffentlichung: Vom Anmeldetag kann auch das Veröffentlichungsdatum einer Patentanmeldung abhängen.
Jahresgebühren: Für Patente sind Jahres- bzw. Verlängerungsgebühren zu zahlen. Deren Fälligkeit hängt vom Anmeldetag ab.
Prüfungsantrag: Für deutsche Patentanmeldungen muss spätestens sieben Jahre nach dem Anmeldetag der Prüfungsantrag gestellt werden.
Prioritätsjahr: Soweit die Patentanmeldung  eine erste Hinterlegung von Merkmalen einer Erfindung bei einem Patentamt ist, löst der Anmeldetag den Lauf des Prioritätsjahrs der inneren Priorität oder gemäß der Pariser Verbandsübereinkunft aus.

## Voraussetzung für die Zuerkennung eines Anmeldetags
Wegen seiner Wichtigkeit ist der Anmeldetag in vielen patentrechtlichen Regelungen genau definiert. Im deutschen Patentgesetz finden sich die einschlägigen Bestimmungen in  § 35 PatG, im Europäischen Patentübereinkommen sind Artikel 80 EPÜ und Regel 40 EPÜ. Damit sind inhaltliche Bestimmungen für die Zuerkennung eines Anmeldetags getroffen. Daneben gelten die allgemeinen verfahrensrechtlichen Grundsätze (Schriftlichkeit bzw. elektronischer Rechtsverkehr, zuständige Stelle …).

## Abgrenzung
Der Anmeldetag (englisch meistens „application date“) eines Patents oder einer Patentanmeldung darf nicht mit verschiedenen anderen Daten verwechselt werden.
Prioritätsdatum (englisch „priority date“): Eine Patentanmeldung kann unter bestimmten Bedingungen ausgehend von ihrem Anmeldetag den Anmeldetag einer früheren Patentanmeldung als Prioritätsdatum in Anspruch nehmen. Bedingungen sind u. a. inhaltliche Gleichheit der zwei Rechte und dass das beanspruchte Prioritätsdatum nicht älter ist als ein Jahr von Anmeldetag der jüngeren Anmeldung in die Vergangenheit gerechnet.
Einreichungstag (englisch „filing date“): Der Einreichungstag ist der Tag, an dem physisch (bzw. als digitale Daten) die Unterlagen einer Anmeldung bei einem zuständigen Amt eingehen. Oft ist dies auch der Anmeldetag. Aber bei Teilanmeldungen oder bei „Phasen“ aus einer PCT-Anmeldung heraus kriegen diese Anmeldungen den Anmeldetag und das Prioritätsdatum der vorherigen Stammanmeldung bzw. der PCT-Anmeldung zuerkannt.
Das Veröffentlichungsdatum (englisch „publication date“) ist das Datum, an dem eine zuvor eingereichte Patentanmeldung amtlicherseits vollinhaltlich veröffentlicht und in den Patentregistern abrufbar wird. Notwendigerweise ist dies mindestens einige Wochen nach dem Anmeldetag.
Der Erteilungstag (englisch „date of grant“) ist der Tag, an dem eine zuvor beschlossene Patenterteilung wirksam wird. Es ist der Tag, an dem der Hinweis auf die Patenterteilung amtlicherseits veröffentlicht wird. Notwendigerweise liegt der Erteilungstag nach dem Anmeldetag, manchmal nur wenige Wochen, manchmal Jahre später.

## Anmeldetag von Gebrauchsmustern
Die Bestimmungen zum Anmeldetag von Gebrauchsmustern sind weitgehend die gleichen wie die zu Patenten.

## Anmeldetag von Marken und Designs
Die Bestimmungen zum Anmeldetag von Marken und Designs sind ähnlich zu denen für Patente.